# Беретти, Викентий Иванович
Вике́нтий Ива́нович (Саве́лий-Ио́сиф-Анто́ний) Бере́тти (14 июня 1781, Дамазо-де-Урбе, Рим — 18 [30] августа 1842, Киев) — русский архитектор итальянского происхождения, академик архитектуры и профессор Императорской Академии художеств, главный архитектор Университета Святого Владимира в Киеве (1835—1842), коллежский советник (1837).

## Биография
Сын уроженца Италии Джованни Беретти, профессора механики, переехавшего в Россию в 1780-е годы. В 1798 году поступил в архитектурный класс Петербургской Академии художеств, который окончил 1 октября 1804 года с аттестатом 1-й степени. Занимал должность городового архитектора в Санкт-Петербурге, где построил ряд казарм и особняков. В 1809 года получил степень академика архитектуры за проект сухопутного кадетского корпуса.
Масон, с 1811 года член ложи «Соединённые друзья».
С 1830 года член Комитета по постройке Исаакиевского собора, в следующем году по прошению назначен исправляющим должность профессора архитектуры при Академии художеств, 30 сентября успешно прошёл баллотировку на звание профессора 2-й степени. С 1833 года одновременно член Комитета о строениях и гидравлических работах.
В январе 1835 года представил на конкурс проект Университета Святого Владимира в Киеве, получивший Высочайшее одобрение, и был назначен главным архитектором университета, после чего жил попеременно в Москве и Киеве, что негативно сказывалось на его обязанностях и по профессуре, и по строительству здания университета. В связи с этим в 1837 году император Николай I назначил Беретти постоянное местопребывание в Киеве, уволив его от обязанностей профессора Академии художеств.
Главным архитектором и членом строительной комиссии для возведения зданий Университета Святого Владимира Беретти оставался до конца жизни. Он также является автором другого важного киевского памятника архитектуры — здания Киевского института благородных девиц.
Выстроил ряд усадебных ансамблей в Богословке, Осиновой Роще, Куммолово, в имении В. Н. Зиновьева Гревове (Копорье) в Петергофском уезде.
Беретти был кавалером орденов Святой Анны 3-й степени, Святого Владимира 4-й степени и Святого Станислава 3-й степени, а также имел знак отличия «За XXX лет беспорочной службы». Имел восемь детей. Старший сын Беретти, Александр Викентьевич (1816—1895) также был известным архитектором; дочь Аделаида была замужем за А. Н. Тихомандрицким, а затем за Карлом фон Кесслером.
Умер в Киеве 18 [30] августа 1842.
Режиссёр Валентин Соколовский в 1994 году снял телевизионный фильм «Беретти. Отец и сын». Имя архитектора носит улица Викентия Беретти в Киеве.

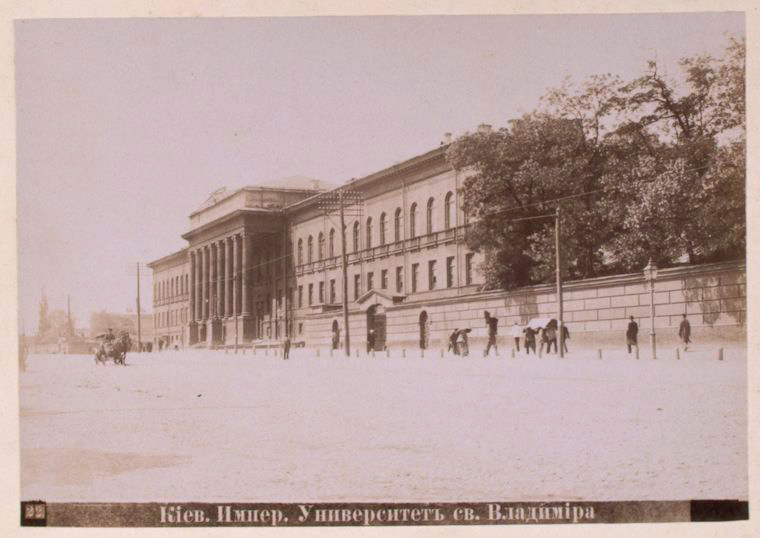
Университет Святого Владимира. Фотография 1903 года

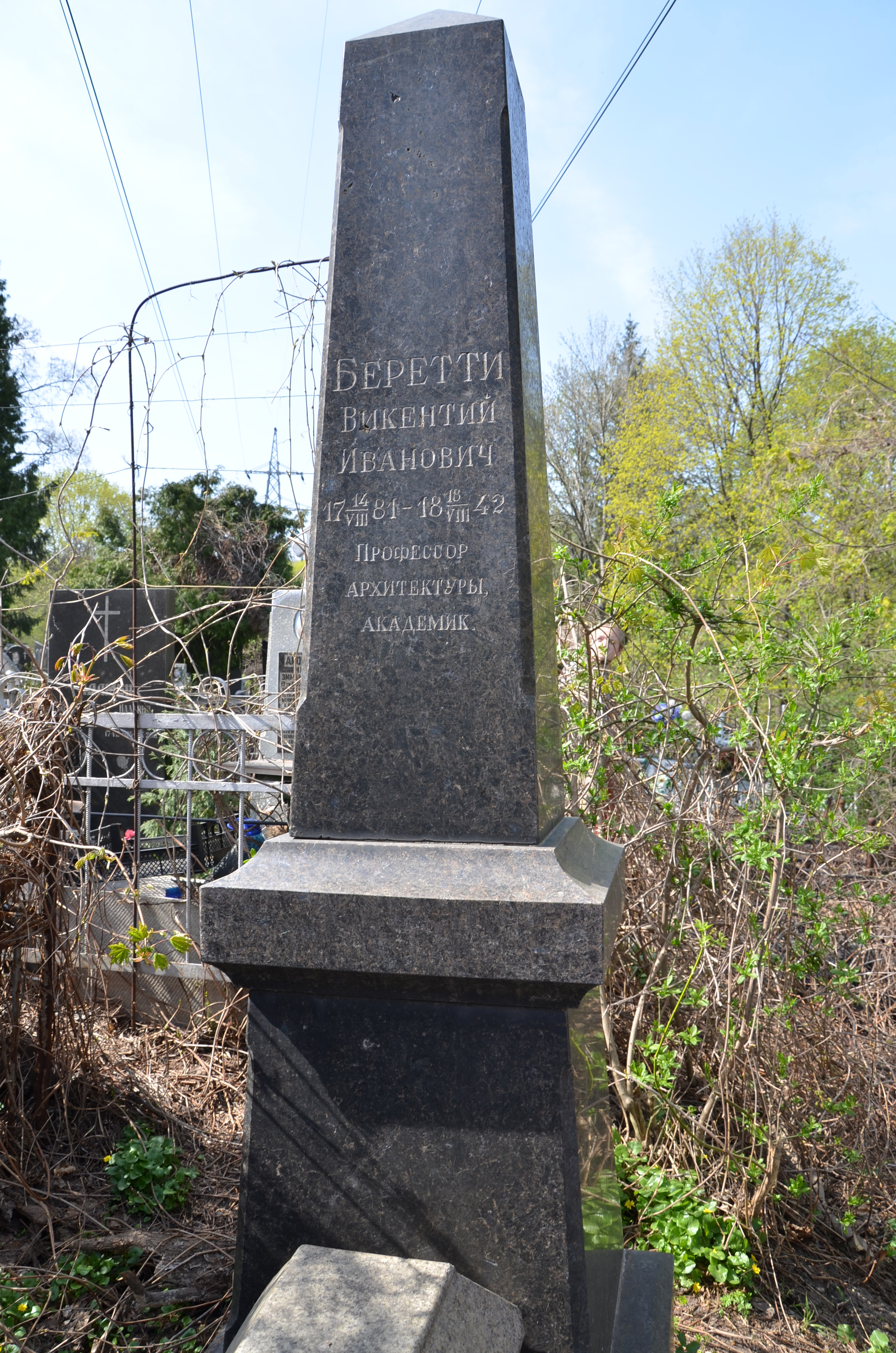
Могила Викентия Беретти на Байковом кладбище